# (4950) House
(4950) House est un astéroïde de la ceinture principale.

## Description
(4950) House est un astéroïde de la ceinture principale. Il fut découvert le 7 décembre 1988 à l'observatoire Palomar par Eleanor Francis Helin. Il présente une orbite caractérisée par un demi-grand axe de 2,75 UA, une excentricité de 0,18 et une inclinaison de 12,7° par rapport à l'écliptique.

## Compléments